# Guillermo Amor
Guillermo Amor Martínez (Benidorm, 4 dicembre 1967) è un allenatore di calcio ed ex calciatore spagnolo, di ruolo centrocampista.
Ricopre il ruolo di responsabile delle relazioni istituzionali e sportive del Barcellona, club in cui ha militato per 10 anni, totalizzando 421 presenze (decimo calciatore più presente nella storia del club catalano).

## Biografia
Il 16 dicembre 2007, dopo aver appena finito di commentare la diretta di Valencia-Barcellona su Telecinco, è stato coinvolto in un incidente stradale avvenuto alle 2.30 alle porte di Barcellona. Dopo una settimana di ricovero in gravi condizioni all'ospedale di Tarragona è stato dimesso.

## Carriera

### Club
Nato a Benidorm, in provincia di Alicante, nella Comunità Valenciana, è un prodotto del vivaio del Barcellona. Esordisce in prima squadra nella stagione 1988-1989 sotto la guida di Johan Cruijff. Milita nel club catalano dal 1988 al 1998, facendo parte del Dream Team allenato dal tecnico olandese, di cui è una figura chiave. In Catalogna vince 5 campionati spagnoli, una Coppa dei Campioni nel 1991-1992, 2 Coppe delle Coppe, una Supercoppa europea, una Coppa del Re, 4 Supercoppe di Spagna. Non gioca la finale di Coppa dei Campioni del 1992 vinta contro la Sampdoria dopo i tempi supplementari a causa della squalifica rimediata all'ultima giornata della fase a gironi, contro il Benfica. Nel 1993-1994, nella stagione chiusa con la vittoria del quarto campionato spagnolo e la sconfitta per 4-0 nella finale di UEFA Champions League contro il Milan, è presente in tutti i match della Liga tranne uno, segnando 8 gol, record personale. Il 5 aprile 1990 apre le marcature nella finale della Coppa del Re vinta per 2-0 contro il Real Madrid al Mestalla di Valencia. Non rientrando nei piani del tecnico Louis van Gaal, alla fine della stagione 1997-1998, dopo un altro campionato vinto, lascia il Barcellona dopo essere sceso in campo in totale per 421 volte con il club, risultando tra i più presenti in maglia blaugrana. Con la maglia blaugrana ha vinto 17 trofei ufficiali, record che è stato battuto nel 2011 da Xavi.
Si trasferisce in Italia, alla Fiorentina, in cui milita dal 1998 al 2000. Debutta in maglia viola il 9 agosto 1998 in Coppa Italia nella partita vinta per 0-1 in casa del Padova. Esordisce in Serie A il 12 settembre 1998 in Fiorentina-Empoli 2-0. Rimane a Firenze due anni, ma gioca pochissimo: 24 presenze in campionato, 3 in Coppa UEFA, 8 in Coppa Italia e 2 in UEFA Champions League.
Accasatosi nel 2000 al Villarreal, vi milita per un altro biennio, per poi concludere la carriera in Scozia con il Livingston, di cui veste la maglia solo 3 volte dal gennaio al maggio 2003. Con il club scozzese esordisce alla 28ª giornata di Scottish Premier League, nella partita vinta per 1-3 in casa del Partick Thistle. Con i compagni ottiene una sofferta salvezza.

### Nazionale
Con la nazionale spagnola esordisce il 14 novembre 1990, in una partita persa per 3-2 in casa della Cecoslovacchia e valida per le qualificazioni al campionato d'Europa 1992. Partecipa a un'edizione della Coppa del mondo (Francia 1998) e a un'edizione del campionato d'Europa (1996). A Euro '96 segna nella partita vinta per 2-1 il 18 giugno contro la Romania, andando in rete all'84º minuto e aiutando i suoi a qualificarsi ai quarti di finale. Esce dal giro della nazionale nel 1998, dopo la clamorosa sconfitta per 3-2 a Limassol contro Cipro, maturata il 5 settembre 1998 nell'ambito delle qualificazioni al campionato d'Europa 2000. Conta 37 presenze e 4 reti con le Furie rosse.

## Statistiche

### Cronologia presenze e reti in nazionale
| Cronologia completa delle presenze e delle reti in nazionale ― Spagna | Cronologia completa delle presenze e delle reti in nazionale ― Spagna | Cronologia completa delle presenze e delle reti in nazionale ― Spagna | Cronologia completa delle presenze e delle reti in nazionale ― Spagna | Cronologia completa delle presenze e delle reti in nazionale ― Spagna | Cronologia completa delle presenze e delle reti in nazionale ― Spagna | Cronologia completa delle presenze e delle reti in nazionale ― Spagna | Cronologia completa delle presenze e delle reti in nazionale ― Spagna |
| Data                                                                  | Città                                                                 | In casa                                                               | Risultato                                                             | Ospiti                                                                | Competizione                                                          | Reti                                                                  | Note                                                                  |
| --------------------------------------------------------------------- | --------------------------------------------------------------------- | --------------------------------------------------------------------- | --------------------------------------------------------------------- | --------------------------------------------------------------------- | --------------------------------------------------------------------- | --------------------------------------------------------------------- | --------------------------------------------------------------------- |
| 14-11-1990                                                            | Praga                                                                 | Cecoslovacchia                                                        | 3 – 2                                                                 | Spagna                                                                | Qual. Euro 1992                                                       | -                                                                     | 85’                                                                   |
| 19-12-1990                                                            | Siviglia                                                              | Spagna                                                                | 9 – 0                                                                 | Albania                                                               | Qual. Euro 1992                                                       | 1                                                                     |                                                                       |
| 16-1-1991                                                             | Castellón de la Plana                                                 | Spagna                                                                | 1 – 1                                                                 | Portogallo                                                            | Amichevole                                                            | -                                                                     | 46’                                                                   |
| 20-2-1991                                                             | Parigi                                                                | Francia                                                               | 3 – 1                                                                 | Spagna                                                                | Qual. Euro 1992                                                       | -                                                                     |                                                                       |
| 27-3-1991                                                             | Santander                                                             | Spagna                                                                | 2 – 4                                                                 | Ungheria                                                              | Amichevole                                                            | -                                                                     | 46’                                                                   |
| 15-1-1992                                                             | Torres Novas                                                          | Portogallo                                                            | 0 – 0                                                                 | Spagna                                                                | Amichevole                                                            | -                                                                     |                                                                       |
| 19-2-1992                                                             | Valencia                                                              | Spagna                                                                | 1 – 1                                                                 | Comunità degli Stati Indipendenti                                     | Amichevole                                                            | -                                                                     |                                                                       |
| 11-3-1992                                                             | Valladolid                                                            | Spagna                                                                | 2 – 0                                                                 | Stati Uniti                                                           | Amichevole                                                            | -                                                                     | 46’                                                                   |
| 22-4-1992                                                             | Siviglia                                                              | Spagna                                                                | 3 – 0                                                                 | Albania                                                               | Amichevole                                                            | -                                                                     |                                                                       |
| 9-9-1992                                                              | Santander                                                             | Spagna                                                                | 1 – 0                                                                 | Inghilterra                                                           | Amichevole                                                            | -                                                                     |                                                                       |
| 23-9-1992                                                             | Riga                                                                  | Lettonia                                                              | 0 – 0                                                                 | Spagna                                                                | Qual. Mondiali 1994                                                   | -                                                                     | 59’                                                                   |
| 14-10-1992                                                            | Belfast                                                               | Irlanda del Nord                                                      | 0 – 0                                                                 | Spagna                                                                | Qual. Mondiali 1994                                                   | -                                                                     |                                                                       |
| 18-11-1992                                                            | Siviglia                                                              | Spagna                                                                | 0 – 0                                                                 | Irlanda                                                               | Qual. Mondiali 1994                                                   | -                                                                     |                                                                       |
| 16-12-1992                                                            | Siviglia                                                              | Spagna                                                                | 5 – 0                                                                 | Lettonia                                                              | Qual. Mondiali 1994                                                   | -                                                                     |                                                                       |
| 31-3-1993                                                             | Copenaghen                                                            | Danimarca                                                             | 1 – 0                                                                 | Spagna                                                                | Qual. Mondiali 1994                                                   | -                                                                     | 39’                                                                   |
| 2-6-1993                                                              | Vilnius                                                               | Lituania                                                              | 0 – 2                                                                 | Spagna                                                                | Qual. Mondiali 1994                                                   | -                                                                     |                                                                       |
| 30-11-1994                                                            | Malaga                                                                | Spagna                                                                | 2 – 0                                                                 | Finlandia                                                             | Amichevole                                                            | -                                                                     | 46’                                                                   |
| 24-4-1996                                                             | Oslo                                                                  | Norvegia                                                              | 0 – 0                                                                 | Spagna                                                                | Amichevole                                                            | -                                                                     | 53’                                                                   |
| 9-6-1996                                                              | Leeds                                                                 | Bulgaria                                                              | 1 – 1                                                                 | Spagna                                                                | Euro 1996 - 1º turno                                                  | -                                                                     | 41’ 72’                                                               |
| 18-6-1996                                                             | Leeds                                                                 | Romania                                                               | 1 – 2                                                                 | Spagna                                                                | Euro 1996 - 1º turno                                                  | 1                                                                     | 63’                                                                   |
| 22-6-1996                                                             | Londra                                                                | Spagna                                                                | 0 – 0 dts (2 – 4 dtr)                                                 | Inghilterra                                                           | Euro 1996 - Quarti di finale                                          | -                                                                     |                                                                       |
| 9-10-1996                                                             | Praga                                                                 | Rep. Ceca                                                             | 0 – 0                                                                 | Spagna                                                                | Qual. Mondiali 1998                                                   | -                                                                     | 75’ 77’                                                               |
| 13-11-1996                                                            | Santa Cruz de Tenerife                                                | Spagna                                                                | 4 – 1                                                                 | Slovacchia                                                            | Qual. Mondiali 1998                                                   | 1                                                                     | 58’                                                                   |
| 14-12-1996                                                            | Valencia                                                              | Spagna                                                                | 2 – 0                                                                 | Jugoslavia                                                            | Qual. Mondiali 1998                                                   | -                                                                     | 62’                                                                   |
| 18-12-1996                                                            | Ta' Qali                                                              | Malta                                                                 | 0 – 3                                                                 | Spagna                                                                | Qual. Mondiali 1998                                                   | -                                                                     | 61’ 72’, 85’                                                          |
| 30-4-1997                                                             | Belgrado                                                              | Jugoslavia                                                            | 1 – 1                                                                 | Spagna                                                                | Qual. Mondiali 1998                                                   | -                                                                     | 69’                                                                   |
| 8-6-1997                                                              | Valladolid                                                            | Spagna                                                                | 1 – 0                                                                 | Rep. Ceca                                                             | Qual. Mondiali 1998                                                   | -                                                                     | 74’                                                                   |
| 24-9-1997                                                             | Bratislava                                                            | Slovacchia                                                            | 1 – 2                                                                 | Spagna                                                                | Qual. Mondiali 1998                                                   | 1                                                                     | 72’                                                                   |
| 11-10-1997                                                            | Gijón                                                                 | Spagna                                                                | 3 – 1                                                                 | Fær Øer                                                               | Qual. Mondiali 1998                                                   | -                                                                     |                                                                       |
| 19-11-1997                                                            | Palma di Maiorca                                                      | Spagna                                                                | 1 – 1                                                                 | Romania                                                               | Amichevole                                                            | -                                                                     | 65’                                                                   |
| 28-1-1998                                                             | Saint-Denis                                                           | Francia                                                               | 1 – 0                                                                 | Spagna                                                                | Amichevole                                                            | -                                                                     | 80’                                                                   |
| 25-3-1998                                                             | Vigo                                                                  | Spagna                                                                | 4 – 0                                                                 | Svezia                                                                | Amichevole                                                            | -                                                                     |                                                                       |
| 3-6-1998                                                              | Santander                                                             | Spagna                                                                | 4 – 1                                                                 | Irlanda del Nord                                                      | Amichevole                                                            | -                                                                     |                                                                       |
| 13-6-1998                                                             | Nantes                                                                | Nigeria                                                               | 3 – 2                                                                 | Spagna                                                                | Mondiali 1998 - 1º turno                                              | -                                                                     | 46’ 56’                                                               |
| 19-6-1998                                                             | Saint-Étienne                                                         | Spagna                                                                | 0 – 0                                                                 | Paraguay                                                              | Mondiali 1998 - 1º turno                                              | -                                                                     |                                                                       |
| 24-6-1998                                                             | Lens                                                                  | Spagna                                                                | 6 – 1                                                                 | Bulgaria                                                              | Mondiali 1998 - 1º turno                                              | -                                                                     |                                                                       |
| 5-9-1998                                                              | Limassol                                                              | Cipro                                                                 | 3 – 2                                                                 | Spagna                                                                | Qual. Euro 2000                                                       | -                                                                     | 65’                                                                   |
| Totale                                                                |                                                                       | Presenze                                                              | 37                                                                    |                                                                       | Reti                                                                  | 4                                                                     |                                                                       |

## Palmarès

### Giocatore

#### Competizioni nazionali
- Campionato spagnolo: 5

Barcellona: 1990-91, 1991-92, 1992-93, 1993-94, 1997-98
- Coppa di Spagna: 3

Barcellona: 1989-90, 1996-97, 1997-98
- Supercoppa di Spagna: 4

Barcellona: 1991, 1992, 1994, 1996

#### Competizioni internazionali
- Coppa dei Campioni: 1

Barcellona: 1991-1992
- Supercoppa UEFA: 2

Barcellona: 1992, 1997
- Coppa delle Coppe: 2

Barcellona: 1988-1989, 1996-1997

### Allenatore
- Campionato australiano: 1

Adelaide Utd: 2015-2016